# Косевко
Косевко (пол. Kosewko) — село в Польщі, у гміні Помехувек Новодворського повіту Мазовецького воєводства.
Населення — 331 особа (2011).
У 1975-1998 роках село належало до Варшавського воєводства.

## Демографія
Демографічна структура станом на 31 березня 2011 року:
|          | Загалом | Допрацездатний вік | Працездатний вік | Постпрацездатний вік |
| -------- | ------- | ------------------ | ---------------- | -------------------- |
| Чоловіки | 157     | 20                 | 122              | 15                   |
| Жінки    | 174     | 40                 | 99               | 35                   |
| Разом    | 331     | 60                 | 221              | 50                   |